# Margen de error (película)
Margen de error es una película de Argentina filmada en colores dirigida por Liliana Paolinelli sobre su propio guion que se estrenó el 29 de agosto de 2019 y tuvo como actores principales a Susana Pampín, Camila Plaate, Eva Bianco y María Pessacq. El filme fue galardonado con el Premio AADA a la mejor dirección de arte en el marco de la Competencia Argentina del BAFICI de 2019.

## Sinopsis
Desde hace 23 años Iris está en pareja con otra mujer con la que no comparte casa. Cuando la hija de una amiga se instala primero en su casa y luego en otro departamento, ella se enamora y encuentra indicios de que podría ser correspondida.

## Reparto
Colaboraron en el filme los siguientes intérpretes:
- Susana Pampín	...	Iris
- Camila Plaate	...	Maia
- Eva Bianco	...	Jackie
- María Pessacq	...	Raquel
- Victoria Carreras	...	Betina
- Daniela Pal	...	Evelyn
- Mónica Gonzaga	...	Sandra
- Elvira Onetto	...	María
- Cristina Coll
- Charo López	...	Eli
- María Ines Aldaburu	...	Norma
- Laura Faienza	...	Lucha
- Camila Fuchs	...	Lula
- Paula Baigorri	...	Francisca
- Alan Madanes	...	Felipe
- Fabián Abecasis	...	Taxista
- Martina Garello	...	Oficial de Registro Civil
- Aixa Figini	...	Cantante
- Javier Grassi	...	Mozo
- Carlo Argento	...	Portero
- Ariel Hernán Pérez	...	Empleado estancia
- Julián Cortina	...	Boletero
- David Mida	...	Dueño bar
- Florencia Rosenblit	...	Pili
- Lisandro Penelas	...	Joven laboratorio

## Críticas
Paula Vázquez Prieto en La Nación   
opinó:

”Iris quiere vivir algo, no le teme al vértigo de los acontecimientos sino a la monotonía de la vida, a los mismos sábados de bochas, al amor acostumbrado...La precisa composición de los planos fijos permite insinuarnos esa mirada incompleta que conduce a Iris a confundir apariencia con verdad, y al mismo tiempo a soñar con la aventura de su vida...Iris nunca deja de moverse, de sortear ataduras, de confiar en una búsqueda incesante hacia donde quiera que la dirija. Y Susana Pampín la viste de una fascinante desorientación para afirmar la filiación con la comedia y para combinar de manera excepcional el humor con esa conciencia del paso del tiempo que asoma en su interior.”

Diego Batlle en el sitio otroscines.com escribió:

”Paolinelli describe un micromundo de mujeres lesbianas en tono de comedia, sin prejuicios, inhibiciones ni dictados de la corrección política, sin caer en la solemnidad, sin pedir permiso. Los recursos son los del cine clásico…pero…los retoma, los recicla y los redefine para una historia que solo podría ocurrir en el ámbito de ese grupo de amigas...La película (en la que casi no hay hombres) fluye en la mayoría de las escenas con gracia, ritmo y desparpajo, apelando a buenos diálogos y a intérpretes muy dúctiles. Una agradable sorpresa.